# Amstel Gold Race 2001
La 36ª edición de la Amstel Gold Race se disputó el 28 de abril de 2001 en la provincia de Limburgo, Países Bajos. La carrera constó de una longitud total de 257 km, con inicio y final en Maastricht.
El vencedor fue el holandés Erik Dekker (Rabobank) fue el vencedor de esta edición al batir al sprint a su compañero de escapada, el estadounidense Lance Armstrong (US Postal). El belga Serge Baguet (Lotto) completó el podio. 
Hasta la fecha, Dekker es el último ciclista autóctono que ganó esta clásica holandesa. 

## Clasificación final
| Pos. | Ciclista          | Equipo           | Tiempo     |
| ---- | ----------------- | ---------------- | ---------- |
| 1    | Erik Dekker       | Rabobank         | 6h 39' 13" |
| 2    | Lance Armstrong   | US Postal        | m. t.      |
| 3    | Serge Baguet      | Lotto            | + 17"      |
| 4    | Markus Zberg      | Rabobank         | m. t.      |
| 5    | Johan Museeuw     | Domo-Farm Frites | m. t.      |
| 6    | Peter Van Petegem | Mercury-Viatel   | + 20"      |
| 7    | Michele Bartoli   | Fassa Bortolo    | m. t.      |
| 8    | Davide Rebellin   | Liquigas-Pata    | m. t.      |
| 9    | Michael Boogerd   | Rabobank         | m. t.      |
| 10   | Chris Peers       | Cofidis          | m. t.      |